# Кушнірюк Орест Васильович
Орест Васильович Кушнірю́к (нар. 30 червня 1952, Кіцмань) — український актор; член Національної спілки кінематографістів України з 2008 року. Брат художника Віталія Кушнірука.

## Біографія
Народився 30 червня 1952 року в місті Кіцмані Чернівецької області (нині Україна). 1980 року закінчив Київський інститут театрального мистецтва, де навчався у майстерні Михайла Резніковича.
З 1982 року працює у Київському театрі оперети.

## Ролі
Театральні
- Десяцький («Майська ніч» за Миколою Гоголем);
- Візир («Лампа Аладдіна» Сергія Бедусенка);
- Фути («Зачарована фея» за Воймілом Рабаданом[hr]);
- Начальник охорони («Бременські музиканти» Геннадія Гладкова);
- Херувим («Зойчина квартира» В'ячеслава Назарова);
- Лісничий («Летюча миша» Йоганна Штрауса);
- Мелкетт («Темна історія» за Пітером Шеффером);
- Мороз («Тигролови» за Іваном Багряним).

У кіно
- Кореспондент («Сіроманець», 1989);
- Фтанас («Страчені світанки», 1995);
- Іван Юзко («Чорна рада», 2000);
- Євнух («Запорожець за Дунаєм», 2006);
- Чуб («Хутірські пристрасті», 2008);
- Конвоїр («Багряний колір снігопаду», 2010);
- Василь («Бідна Liz», 2013);
- Начальник району («Слуга народу», 2015).